# Die zweite Kanne Kaffee

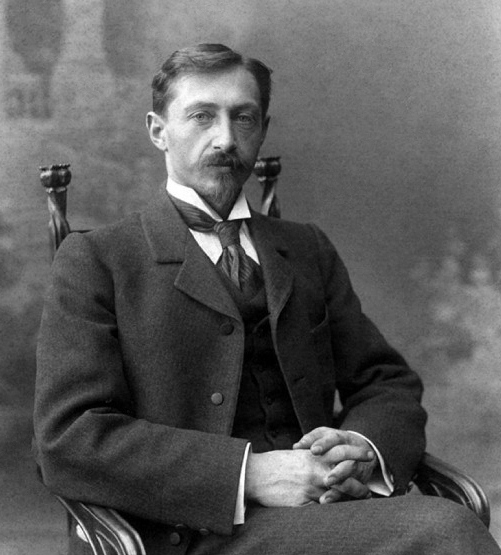
Iwan Bunin im Jahr 1901 auf einem Foto von Maxim Dmitrijew

Die zweite Kanne Kaffee (russisch Второй кофейник, Wtoroi kofeinik) ist eine Kurzgeschichte des russischen Nobelpreisträgers für Literatur Iwan Bunin, die am 30. April 1944 vollendet wurde und 1945 in der Nr. 21 der New Yorker russischen Emigranten-Zeitschrift Nowosselje erschien. Die heitere Geschichte, in die der Autor Abbilder etlicher Repräsentanten aus der Moskauer Bohème eingewoben hat, spielt anscheinend nach 1918, denn der Maler Jarzew (1858–1918) – siehe unten – ist bereits verstorben.
Katja, eine junge blonde Frau, steht dem Maler nackt Modell. In dem Atelier in der Snamenka fungiert das nette, anhängliche Frauchen auch noch als Haushälterin und Geliebte des Malers. Nach einer Stunde Arbeit wird Kaffeepause gemacht. Er kommandiert, sie solle die zweite Kanne Kaffee aufwärmen. Erleichtert macht sie sich ans Werk, trällert ein Liedchen und verrät, dieses habe ihr der Maler Jarzew beigebracht. Bei dem habe sie ein Jahr gelebt – Modell gestanden und das Haus in Ordnung gehalten. Jarzew sei es auch gewesen, der sie entjungfert habe.
Katja erzählt ihrem Maler weiter, wie sie zuvor, verwaist, von einem Onkel nach Moskau geholt worden war. Letzterer und ein zweiter Onkel hatten sie zunächst im Haushalt eingespannt und wollten sie darauf gewinnbringend in ein Bordell stecken. Das hätten Schaljapin und Korowin, als diese nach durchzechter Nacht aus dem Strelna kommend, vorbeigeschaut hatten, zum Glück verhindert. Über den Maler Korowin sei sie dann zu ihrer jetzigen Profession, dem Modellstehen, gekommen. Bei Dr. Golouschew sei sie gewesen, bei einer Dilettantin, der Kuwschinnikowa (1847–1907) und bei Maljawin.
Der Kaffee ist fertig. Die Session wird fortgeführt.

## Deutschsprachige Ausgaben
Verwendete Ausgabe
- Die zweite Kanne Kaffee. Deutsch von Erich Ahrndt. S. 498–501 in: Karlheinz Kasper (Hrsg.): Iwan Bunin: Dunkle Alleen. Erzählungen 1920–1953. 580 Seiten. Aufbau-Verlag, Berlin 1985